# Warabimochikinako
わらびもちきなこ是一位日本漫画家，目前于芳文社旗下《Manga Time Kirara》杂志活跃，作品有《幸福观鸟》等。

## 作品列表
- 《幸福观鸟》 芳文社《Manga Time Kirara》刊载、截至2024年3月13日共2卷[2][3][4]。